# Ilyophis
Ilyophis es un género de peces anguiliformes de la familia Synaphobranchidae.

## Especies
Se reconocen las siguientes especies:
- Ilyophis arx C. H. Robins, 1976
- Ilyophis blachei Saldanha & Merrett, 1982
- Ilyophis brunneus C. H. Gilbert, 1891
- Ilyophis nigeli Shcherbachev & Sulak, 1997
- Ilyophis robinsae Sulak & Shcherbachev, 1997
- Ilyophis saldanhai Karmovskaya & Parin, 1999